# Jhon Chancellor
Jhon Carlos Chancellor Cedeño (sinh ngày 2 tháng 1 năm 1992) là một hậu vệ bóng đá người Venezuela hiện tại thi đấu ở vị trí trung vệ cho đội bóng Ý Brescia và đội tuyển bóng đá quốc gia Venezuela.

## Sự nghiệp
Vào ngày 10 tháng 1 năm 2018, Chancellor ký một bản hợp đồng 2,5 năm cùng với câu lạc bộ tại Giải bóng đá ngoại hạng Nga F.K. Anzhi Makhachkala.

## Thống kê sự nghiệp

### Câu lạc bộ
Tính đến trận đấu diễn ra ngày 1 tháng 8 năm 2020
| Câu lạc bộ                 | Mùa giải            | Giải vô địch                | Giải vô địch | Giải vô địch | Cúp Quốc gia | Cúp Quốc gia | Cúp Liên đoàn | Cúp Liên đoàn | Châu lục | Châu lục  | Khác    | Khác      | Tổng cộng | Tổng cộng |
| Câu lạc bộ                 | Mùa giải            | Hạng đấu                    | Số trận      | Bàn thắng    | Số trận      | Bàn thắng    | Số trận       | Bàn thắng     | Số trận  | Bàn thắng | Số trận | Bàn thắng | Số trận   | Bàn thắng |
| -------------------------- | ------------------- | --------------------------- | ------------ | ------------ | ------------ | ------------ | ------------- | ------------- | -------- | --------- | ------- | --------- | --------- | --------- |
| Mineros de Guayana         | 2010–11             | Liga Venezolana             | 16           | 0            | 0            | 0            | –             | –             | –        | –         | –       | –         | 16        | 0         |
| Mineros de Guayana         | 2011–12             | Liga Venezolana             | 7            | 0            | 0            | 0            | –             | –             | –        | –         | –       | –         | 7         | 0         |
| Mineros de Guayana         | 2012–13             | Liga Venezolana             | 15           | 2            | 0            | 0            | –             | –             | 2        | 0         | –       | –         | 17        | 2         |
| Mineros de Guayana         | Tổng cộng           | Tổng cộng                   | 38           | 2            | 0            | 0            | -             | -             | 2        | 0         | -       | -         | 40        | 2         |
| Deportivo Lara             | 2013–14             | Liga Venezolana             | 19           | 0            | 0            | 0            | –             | –             | 1        | 0         | –       | –         | 20        | 0         |
| Deportivo Lara             | 2014–15             | Liga Venezolana             | 32           | 4            | 0            | 0            | –             | –             | –        | –         | –       | –         | 32        | 4         |
| Deportivo Lara             | Tổng cộng           | Tổng cộng                   | 51           | 4            | 0            | 0            | -             | -             | 1        | 0         | -       | -         | 52        | 4         |
| Mineros de Guayana         | 2015                | Liga Venezolana             | 20           | 4            | 2            | 0            | –             | –             | –        | –         | –       | –         | 22        | 4         |
| Mineros de Guayana         | 2016                | Liga Venezolana             | 13           | 2            | 0            | 0            | –             | –             | –        | –         | –       | –         | 13        | 2         |
| Mineros de Guayana         | Tổng cộng           | Tổng cộng                   | 33           | 6            | 2            | 0            | -             | -             | -        | -         | -       | -         | 35        | 6         |
| Deportivo La Guaira (mượn) | 2016                | Liga Venezolana             | 9            | 0            | 0            | 0            | –             | –             | 4        | 0         | –       | –         | 13        | 0         |
| Delfín                     | 2017                | Primera A                   | 38           | 3            | –            | –            | –             | –             | –        | –         | –       | –         | 38        | 3         |
| Anzhi Makhachkala          | 2017–18             | Giải bóng đá ngoại hạng Nga | 1            | 0            | 0            | 0            | –             | –             | –        | –         | –       | –         | 1         | 0         |
| Anzhi Makhachkala          | 2018–19             | Giải bóng đá ngoại hạng Nga | 14           | 0            | 2            | 1            | –             | –             | –        | –         | –       | –         | 16        | 1         |
| Anzhi Makhachkala          | Tổng cộng           | Tổng cộng                   | 15           | 0            | 2            | 1            | -             | -             | -        | -         | -       | -         | 17        | 1         |
| Al Ahli                    | 2018–19             | Qatar Stars League          | 6            | 1            | 0            | 0            | –             | –             | –        | –         | –       | –         | 6         | 1         |
| Brescia                    | 2019–20             | Serie A                     | 26           | 3            | 1            | 0            | –             | –             | –        | –         | –       | –         | 27        | 3         |
| Tổng cộng sự nghiệp        | Tổng cộng sự nghiệp | Tổng cộng sự nghiệp         | 216          | 19           | 5            | 1            | -             | -             | 7        | 0         | -       | -         | 228       | 20        |

### Quốc tế
| Đội tuyển quốc gia Venezuela | Đội tuyển quốc gia Venezuela | Đội tuyển quốc gia Venezuela |
| Năm                          | Số trận                      | Bàn thắng                    |
| ---------------------------- | ---------------------------- | ---------------------------- |
| 2017                         | 6                            | 0                            |
| 2018                         | 3                            | 0                            |
| 2019                         | 6                            | 0                            |
| 2020                         | 3                            | 0                            |
| 2021                         | 6                            | 2                            |
| 2022                         | 7                            | 1                            |
| 2023                         | 5                            | 0                            |
| Tổng cộng                    | 36                           | 3                            |

Thống kê chính xác tính đến trận đấu diễn ra ngày 18 tháng 6 năm 2023

#### Bàn thắng quốc tế
| #  | Ngày                | Địa điểm                                              | Đối thủ  | Bàn thắng | Kết quả | Giải đấu                      |
| -- | ------------------- | ----------------------------------------------------- | -------- | --------- | ------- | ----------------------------- |
| 1. | 3 tháng 6 năm 2021  | Sân vận động Hernando Siles, La Paz, Bolivia          | Bolivia  | 1–1       | 1–3     | Vòng loại FIFA World Cup 2022 |
| 2. | 9 tháng 9 năm 2021  | Sân vận động Defensores del Chaco, Asunción, Paraguay | Paraguay | 1–2       | 1–2     | Vòng loại FIFA World Cup 2022 |
| 3. | 27 tháng 9 năm 2022 | Sân vận động Wiener Neustadt, Wiener Neustadt, Áo     | UAE      | 3–0       | 4–0     | Giao hữu                      |